# 龍源寺 (豊川市)

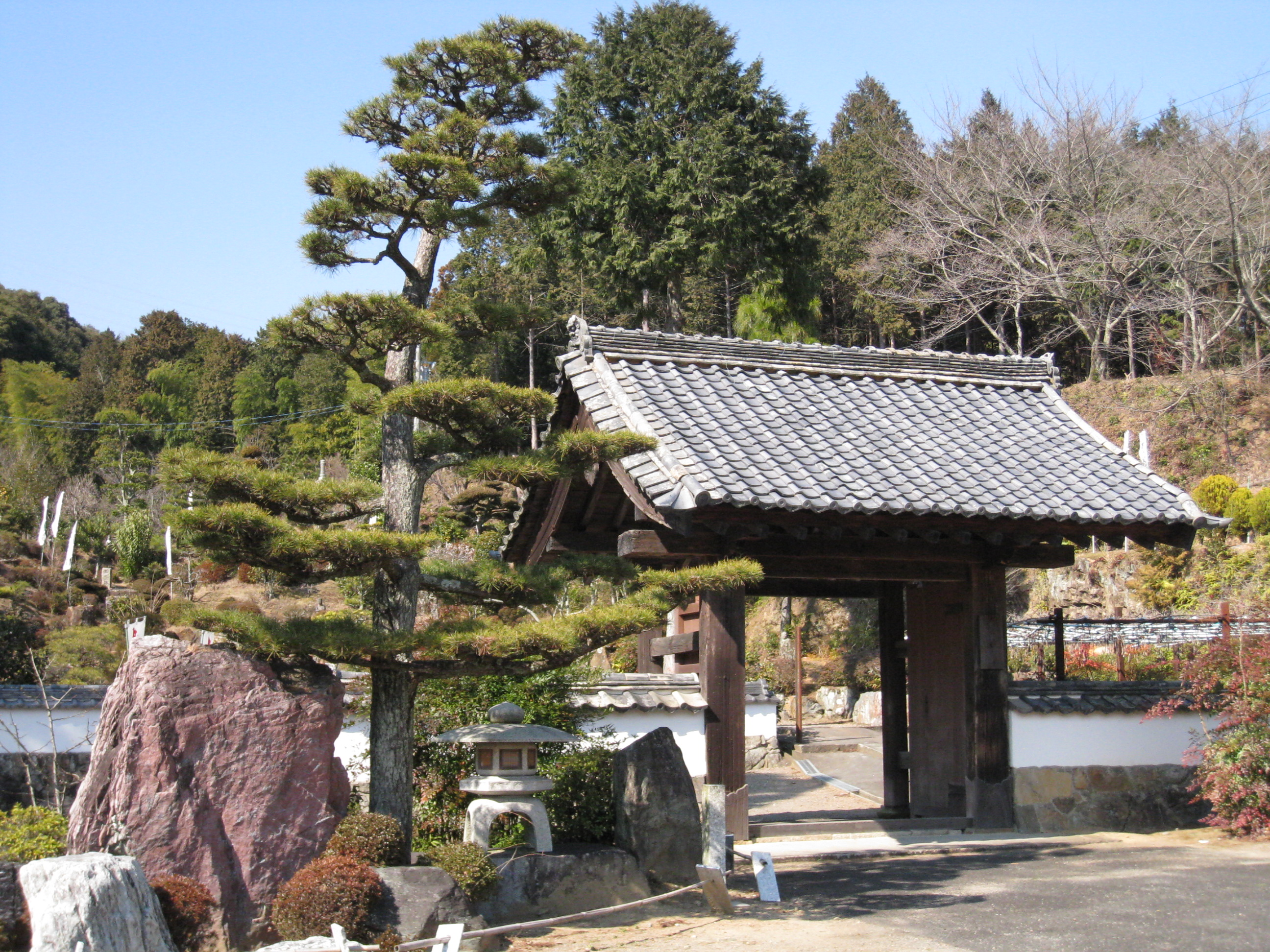
黒門

龍源寺（りゅうげんじ）は、愛知県豊川市にある曹洞宗の寺院。山号は虎岳山。本尊は釈迦如来。

## 歴史
創建年代等は不詳だが、もとは萩原寺と称する真言宗寺院だった。室町時代中期に衰退したが、明応年間（1492年 - 1501年）に宗鼎仲易（周鼎仲易）が中興し、曹洞宗に改めたという。
江戸時代には、江戸幕府から朱印状が与えられていた。

## 文化財

### 県指定文化財
- 黒門（1955年7月1日指定）[1]
- 木造宗鼎仲易肖像（1955年7月1日指定）[2]
- 柱杖（1955年7月1日指定）[3]

### 市指定文化財
- 釈迦出山之図（1978年3月31日指定）[4]

有形民俗文化財
- 龍源寺のホウ（梆）（1978年3月31日指定）[4]
- 龍源寺の板碑（1977年3月31日指定）[4]

## 所在地
愛知県豊川市萩町大門17